# Jurij Owczarow
Jurij Mykołajowycz Owczarow, ukr. Юрій Миколайович Овчаров, ros. Юрий Николаевич Овчаров, Jurij Nikołajewicz Owczarow (ur. 19 marca 1966 w Kirowsku, w obwodzie ługańskim) – ukraiński piłkarz, grający na pozycji bramkarza, trener piłkarski.

## Kariera piłkarska
W 1984 rozpoczął karierę piłkarską w klubie Desna Czernihów. W 1989 roku wyjechał do Uzbekistanu, gdzie bronił barw zespołu Kosonsojec Kosonsoy. Po dwóch latach powrócił do Desny Czernihów. We wrześniu 1993 przeniósł się do Polissia Żytomierz, ale na początku nowego roku w został piłkarzem Zirka-NIBAS Kirowohrad. W sezonie 1995/96 występował w Stali Ałczewsk. Potem wracał do "starych" swoich klubów - Zirka Kirowohrad, Desna Czernihów i Polissia Żytomierz. Po zakończeniu sezonu 2002/03 zakończył karierę piłkarza w Desnie Czernihów. W 2004 grał jeszcze w składzie drużyny amatorskiej Polissia Dobrianka.

## Kariera trenerska
Po zakończeniu kariery piłkarza rozpoczął pracę szkoleniowca. Od lipca 2003 do czerwca 2009 pomagał trenować bramkarzy w Desnie Czernihów. W lipcu 2009 został mianowany na stanowisko głównego trenera Desny Czernihów, którym tymczasowo kierował do września 2009. Następnie kontynuował pracę w czernihowskim klubie jako asystent trenera. 23 czerwca 2010 razem z głównym trenerem Ołeksandrem Riabokoniem przeniósł się do FK Lwów. 28 lutego 2011 został zaproszony do sztabu szkoleniowego Bukowyny Czerniowce, gdzie do czerwca 2011 pomagał trenować bramkarzy. W czerwcu 2012 powrócił do Desny Czernihów.

## Sukcesy i odznaczenia

### Sukcesy piłkarskie
Kosonsojec Kosonsoy
- wicemistrz Wtoroj Ligi ZSRR: 1990 (9 strefa)

Zirka-NIBAS Kirowohrad
- mistrz Ukraińskiej Pierwszej Ligi: 1994/95
- brązowy medalista Ukraińskiej Drugiej Ligi: 1993/94

Stal Ałczewsk
- brązowy medalista Ukraińskiej Pierwszej Ligi: 1995/96

Desna Czernihów
- mistrz Ukraińskiej Drugiej Ligi: 1996/97 (grupa A)
- brązowy medalista Ukraińskiej Drugiej Ligi: 2002/03 (grupa W)

### Sukcesy trenerskie
Desna Czernihów (jako asystent)
- mistrz Ukraińskiej Drugiej Ligi: 2012/13
- mistrz Ukraińskiej Drugiej Ligi: 2005/06 (grupa A)
- wicemistrz Ukraińskiej Drugiej Ligi: 2003/04, 2004/05 (grupa W)